# 유비키리
〈유비키리〉(ゆびきり)는 2004년 9월 1일에 일본에서 발매된 윤하의 첫 싱글이다. 그러나 이 싱글은 윤하의 정규 싱글로 구분하지는 않는다. 일본에서 발매된 음반이지만 수록된 2곡 모두 한국어로 불렀으며 이후에 모두 일본어 버전으로도 발매되었다. 이 음악은 일본 드라마 동경만경에 쓰였다.

## 트랙 리스트
1. ゆびきり (유비키리)
2. If
3. ゆびきり -instrumental version- (유비키리 -instrumental version-)
4. If -instrumental version-